# Ваддинксвен

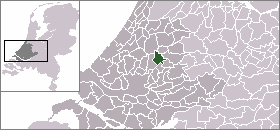
Расположение общины Ваддинксвен на карте Нидерландов

Ваддинксвен (нидерл. Waddinxveen, МФА: [ˌʋɑdɪŋksˈfeːn]) — город и община в провинции Южная Голландия (Нидерланды).

## История
Первое упоминание об этой местности относится к 20 апреля 1233 года, когда граф Голландии Флорис IV продал за 200 голландских фунтов торфяник возле реки Гауве Николасу Гнепвейку, сюзерену Алсмера и Ваубрехта. Этот участок получил название «Ваддинксвене» (Waddinxvene), что впоследствии исказилось в «Ваддинксвен» (Waddinxveen). Опираясь на это упоминание, Ваддинксвен отпраздновал в 1983 году своё 750-летие.